# Тихоокеанский флот СССР во время Второй мировой войны
Тихоокеанский флот СССР во время Второй мировой войны — состав Тихоокеанского флота ВМФ СССР и его боевые действия в ходе Второй мировой войны.
Тихоокеанский флот ВМФ СССР ведёт свою историю с образования 21 апреля 1932 года Морских сил Дальнего Востока, преобразованных 11 января 1935 года в Тихоокеанский флот (ТОФ).

## Состав флота
К началу Великой Отечественной войны Тихоокеанский флот имел в своём составе:
- 2 бригады надводных кораблей;
- 4 бригады подводных лодок;
- бригаду торпедных катеров;
- несколько отдельных дивизионов кораблей и катеров;
- 9 авиаполков и 11 авиаэскадрилий (969 самолётов различных типов, в том числе: истребителей — 351 (188 И-16, 94 И-15бис, 69 И-153), бомбардировщиков — 186 (87 ДБ-3 и 99 СБ), колёсных разведчиков — 17 (11 Р-5 и 6 Р-6), морских разведчиков — 227 (224 МБР-2 и 3 Че-2), транспортных самолётов — 22 (16 ТБ-3 и 6 ТБ-1), учебных и связи — 166 (65 У-2, 42 УТ-1, 17 УТ-2, 10 С-2)[3].

Береговая артиллерия флота, решение о строительстве фортификационных укреплений которой было принято в 1931 году, к началу боевых действий представляла собой крупнейшую в мире береговую оборонительную линию из сотен береговых батарей и бетонных ДОТов, вдоль всего дальневосточного побережья СССР, от Анадыря до границы с Кореей, общей протяжённостью немногим более 11 тыс. км. Особый упор при строительстве делался на защиту прибрежных городов (в первую очередь — Владивостока), баз флота и стратегически важных объектов.
Перекос в сторону численности авиации и подводных лодок был связан с рядом причин.
Первая: задачи по обороне Дальнего Востока ТОФ должен был решать совместно с сухопутными войсками Дальневосточного фронта, так как количественный состав Императорского флота Японии был огромен (10 линейных кораблей, 10 авианосцев) и разрыв в численности не мог быть ликвидирован в кратчайшие сроки. В обороне делалась ставка на изматывание противника силами авиации и подводных лодок, нарушение его коммуникаций. Бои надводных кораблей ввиду численного перевеса противника не предполагались, надводные корабли служили для придания боевой устойчивости подводным силам.
Второй причиной такого перекоса было отсутствие на Дальнем Востоке судостроительных и прочих машиностроительных производственных мощностей для самостоятельной постройки кораблей класса «крейсер» и выше. Крейсера «Каганович» и «Калинин» даже к августу 1945 г. были условно боеспособны, приняты во флот номинально и не приняли участие в советско-японской войне, для доведения их до полной боеспособности отвели первую послевоенную пятилетку.
К августу 1945 года боевой состав флота насчитывал 380 боевых кораблей:
- 2 крейсера («Каганович» и «Калинин» проекта 26-бис);
- 1 лидер («Тбилиси» проекта 38; ранее входивший в состав ТОФ лидер «Баку» того же проекта по Севморпути в период с 15 июля по 14 октября 1942 года в составе экспедиции особого назначения ЭОН−18 перешёл на Северный флот);
- 10 эсминцев и 2 миноносца (из их состава эсминцы «Разумный» и «Разъярённый» проекта 7 по Севморпути в период с 15 июля по 14 октября 1942 года в составе ЭОН−18 перешли на Северный флот; входивший в состав ЭОН-18 эсминец «Ревностный» того же проекта в самом начале экспедиции получил сильные повреждения, столкнувшись в Амурском лимане с советским пароходом «Терней», и был оставлен на ТОФ);
- 78 подводных лодок;
- 29 сторожевых кораблей (в основном поставленные по ленд-лизу фрегаты типа «PF», по советской классификации — сторожевые корабли);
- 10 минных заградителей (часть из них переоборудованные мобилизованные суда ДВМП);
- 52 тральщика (28 советской постройки и 24 поставленных по ленд-лизу типов «АМ»[англ.] и «YMS»[англ.]);
- 49 катеров-охотников за подводными лодками;
- 204 торпедных катера (Г-5, Д-3, «Хиггис», «Воспер»[англ.]);
- 43 десантных корабля (ленд-лиз): танковозы, пехотные транспорты;
- 1790 самолётов, из которых 1495 — боевых (истребителей — 665, штурмовиков — 243, бомбардировщиков — 164, торпедоносцев — 157, разведчиков — 266), транспортных — 7, вспомогательных, связных, санитарных и учебно-тренировочных — 247, согласно данным исторического отдела ВМФ (по данным РГА ВМФ, тихоокеанская авиация насчитывала 669 истребителей, 201 бомбардировщик, 179 торпедоносцев, 256 штурмовиков, 208 разведчиков, 7 транспортных и 67 учебных самолётов; итого — 1587)[3].

В основном корабли ленд-лиза шли из США, с базы Колд-Бей. С базы корабли переходили своим ходом. На базе были оборудованы классы для обучения советских моряков. Всего было подготовлено 12 400 человек.

## Задачи флота
Основными задачами Тихоокеанского флота являлись:
- нарушение коммуникаций противника в Японском море, имея в виду как срыв доставки подкреплений японским войскам в Маньчжурии из метрополии, так и срыв их возможной эвакуации на Японские острова;
- поддержка прибрежных флангов сухопутных войск в Северной Корее и в Татарском проливе;
- во взаимодействии с войсками не допускать высадки японского десанта на наше побережье;
- затруднить базирование противника в портах Северной Кореи; наносить авиационные удары по группировкам японских кораблей в базах;
- обеспечить свои сообщения в Японском море и Татарском проливе.

## Боевые действия
В период войны с Германией Тихоокеанский флот находился в постоянной боевой готовности. Часть кораблей и личного состава была передана другим флотам и флотилиям. Свыше 147 тысяч моряков-тихоокеанцев в составе морских стрелковых бригад, переданных в Сухопутные войска, участвовали в Московской, Сталинградской битвах, в Битве за Кавказ, в обороне Заполярья, Севастополя и Ленинграда.
После вступления Советского Союза в войну с Японией, с 9 по 12 августа Тихоокеанский флот произвёл постановку минных заграждений на подступах к Владивостоку и Петропавловску-Камчатскому, к заливам Владимира и Ольги, в Татарском проливе (в целом 1788 мин и 170 минных защитников). С целью нарушения морских коммуникаций противника в море вышли 12 подводных лодок флота — успеха добилась одна из них: подводная лодка Л-12 потопила японский транспорт «Огасавара-Мару» (яп. 小笠原丸). За время войны кораблями флота проведено без потерь 28 конвоев в 69 транспортов.
Особое внимание командования флота было сосредоточено на обеспечении с приморского фланга стремительного наступления войск 1-го Дальневосточного фронта по тихоокеанскому побережью в ходе Маньчжурской наступательной операции. Для выполнения этой задачи авиация Тихоокеанского флота (командующий генерал-лейтенант авиации П. Н. Лемешко) наносила удары по военно-морским базам, аэродромам и другим военным объектам противника на севере Кореи (только за первые два дня войны — 968 боевых вылетов, потопив до 20 кораблей и судов по советским данным); отряды катеров флота выполнили несколько набегов в северокорейские порты.
12—20 августа 1945 года флот осуществил высадку серии морских десантов, захвативших порты на северо-восточном побережье Кореи: десант в порт Юки (Унги), десант в порт Расин (Наджин), десант в порт Одецин и операции по захвату военно-морских баз Сэйсин (Сэйсинская операция) и Гэндзан (Вонсан, см. Гэндзанский десант), а также населённый пункт Дзёсин (Дзёсинский десант). С 11 по 25 августа по 1 сентября силы флота и военно-морской авиации участвовали в Южно-Сахалинской операции 1945 года (высажены морские десанты: десант в порт Торо, десант в порт Маока, десант в порт Отомари). С 18 августа по 1 сентября флот провёл Курильскую десантную операцию. Десантные операции затруднили вывоз японцами материальных ценностей и способствовали продвижению Красной армии. Авиация Тихоокеанского флота высадила воздушные десанты в Порт-Артуре (Люйшунь) и Дальнем (Далянь).

## Потери флота в войне
За период участия в Советско-японской войне флот потерял на всех театрах военных действий (без учёта потерь Амурской военной флотилии) погибшими и умершими от ран 903 человека (195 офицеров, 201 старшин, 507 матросов), пропавшими без вести 95 человек (23 офицера, 12 старшин, 60 матросов), ранеными и травмированными 286 человек (16 офицеров, 58 старшин, 212 матросов), заболевшими 14 человек (1 старшина и 13 матросов). Однако при составлении поимённого списка погибших моряков-тихоокеанцев за 9.08.1945—2.09.1945 года были выявлены имена 549 человек (69 офицеров, 124 старшин и матросов, 356 краснофлотцев и красноармейцев), по мнению авторов «Книги памяти» данные в работах комиссии Г. Ф. Кривошеева завышены.
Потери в кораблях составили: 1 подводная лодка Л-19 (предположительно погибла на морских минах в проливе Лаперуза), 1 торпедный катер, 1 катер-тральщик, 2 пограничных сторожевых катера, 5 десантных судов. Получили повреждения от артиллерии и авиации противника 1 эсминец, 1 сторожевой корабль, 2 катера «большой охотник», 1 катер «малый охотник», 4 торпедных катера, 1 сторожевой катер, 1 госпитальное судно, 11 десантных судов, получили повреждения на минах 4 тральщика, 4 транспорта, 1 танкер.
Потери ВВС флота составили 57 машин, из которых 37 (в том числе две — в ВВС Северной Тихоокеанской военной флотилии) считались погибшими по боевым причинам.

## Нанесённый противнику урон
Силами Тихоокеанского флота противнику был нанесён значительный урон, данные о котором существенно отличаются в различных источниках.
Так, по опубликованным в советской печати и исторической литературе данным, потоплены 2 эсминца, до 40 других боевых кораблей, 28 транспортов, 3 танкера, 12 барж и шхун.
По исследованиям К. Б. Стрельбицкого, было потоплено 2 эскортных корабля, 2 патрульных корабля, 1 сторожевой корабль, 1 канонерская лодка, 3 тральщика, 3 различных катера, 26 транспортов, 14 небольших десантных судов, 102 небольших рыболовных и гражданских корабля. В море и в занятых портах захвачено ещё свыше 100 судов (катера, десантные баржи, гражданские и рыболовные суда). Сбито и уничтожено на аэродромах 9 японских самолётов. Артиллерией флота уничтожено несколько десятков береговых и полевых орудий, 1 бронепоезд, военные объекты, сотни солдат и офицеров противника.

## Награды

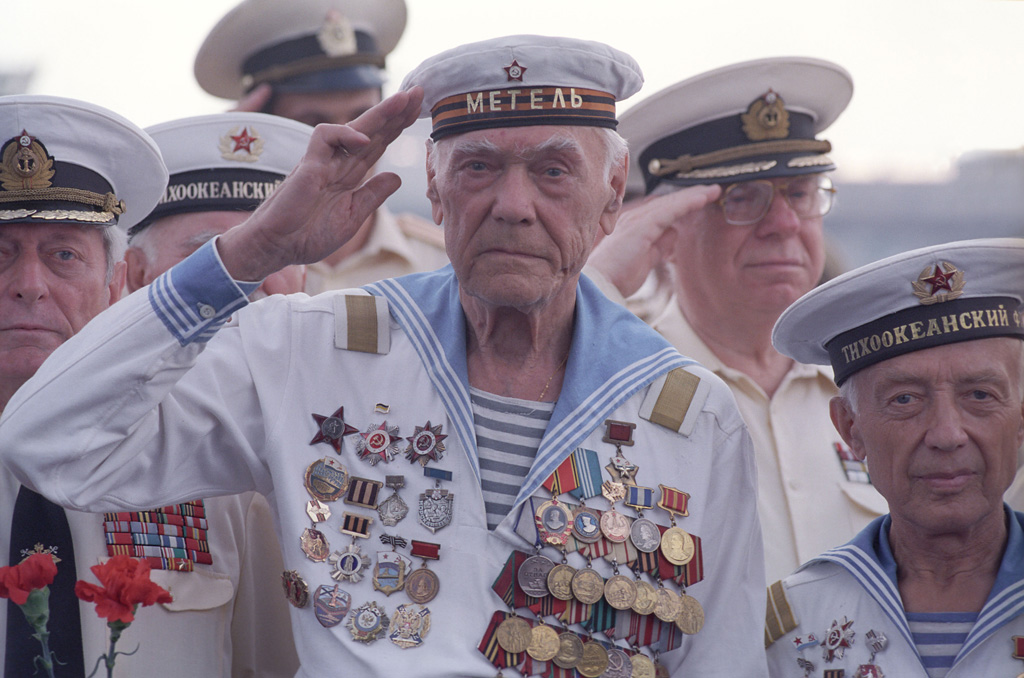
Ветераны Тихоокеанского флота на праздновании Дня воинской славы России, 10 августа 2001 года.

За боевые заслуги 19 кораблям, частям и соединениям Тихоокеанского флота присвоены звания гвардейских (среди них 2-й и 3-й дивизионы торпедных катеров, сторожевые корабли «Метель» и СКР-2, минный заградитель «Охотск», тральщики Т-278 и Т-281, 4-й минно-торпедный авиаполк, 26-й и 37-й штурмовые авиаполки, 13-я бригада морской пехоты), 13-ти — почётные наименования, 16 награждены орденами (среди них 1-я бригада торпедных катеров, эскадренный миноносец «Войков», пограничный сторожевой корабль «Киров», большие охотники за подводными лодками БО-303 и БО-305, 10-я авиадивизия пикирующих бомбардировщиков, 12-я штурмовая авиадивизия); свыше 30 тысяч его воинов награждены орденами и медалями, сорока трем из них присвоено звание Героя Советского Союза, а В. Н. Леонов удостоен второй медали «Золотая Звезда» (впервые звание Героя Советского Союза присвоено ему в ноябре 1944 года на Северном флоте).
За выдающиеся заслуги перед Родиной, массовый героизм, стойкость и мужество, проявленные личным составом при защите Отечества и в ознаменование 20-летия победы советского народа в Великой Отечественной войне Указом Президиума Верховного Совета СССР от 7 мая 1965 года Тихоокеанский флот награждён орденом Красного Знамени.

## Командный состав

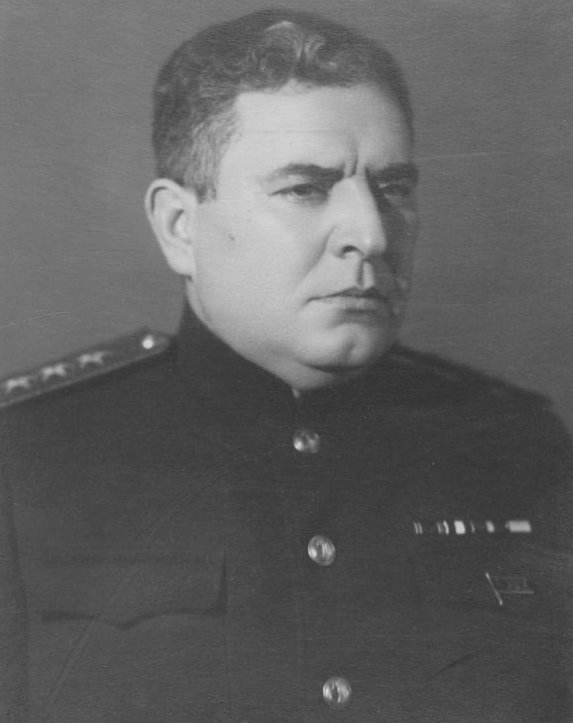
И. С. Юмашев.

- Командующий — вице-адмирал, с мая 1943 года адмирал И. С. Юмашев (март 1939 г. — январь 1947)
- Член Военного совета — корпусной комиссар, с декабря 1942 года генерал-майор, с мая 1944 года генерал-лейтенант береговой службы С. Е. Захаров (апрель 1939 г. — ноябрь 1948).
- Начальники штаба:
  - капитан 3-го ранга, с января 1939 капитан 2-го ранга, с июля 1939 капитан 1-го ранга, с июня 1940 контр-адмирал В. Л. Богденко (август 1938 г. — февраль 1943)
  - капитан 2-го ранга Н. И. Цирульников (февраль — июль 1943)
  - контр-адмирал, с сентября 1944 года вице-адмирал В. А. Алафузов (июль 1943 г. — июнь 1944)
  - контр-адмирал, с сентября 1944 года вице-адмирал А. С. Фролов (июнь 1944 г. — февраль 1947)